# Гари (Онский муниципалитет)
Гари (груз. ღარი) — село в исторической области Рача в Грузии, входит в Онский муниципалитет края Рача-Лечхуми и Нижняя Сванетия. По данным переписи 2014 года в селе проживает 349 человек.